# Isle of Skye
Isle of Skye eller Skye er den største og nordligste ø i øgruppen Indre Hebrider, der ligger ved Skotlands vestkyst. Øen har et areal på ca. 1.665 km² med flotte bjerge og naturscenerier og et relativt vindblæst klima. I 2001 var øen beboet af 9.232 indbyggere, hvortil kommer et væsentligt antal turister i sommermånederne. De vigtigste indtægtskilder er turisme, landbrug, destillering og whiskyfremstilling, bryggeridrift samt håndværk og håndarbejde. Skye er velkendt for sine bjergtagende naturscenerier og underfulde former for wildlife, ikke mindst sine ørne, hjorte og oddere. Blandt de mange whisky-destillerier er Skye ikke mindst kendt for sine røgede whiskies fra bl.a. Talisker.
På øen ligger Skye Museum of Island Life.